# Eat at Home
«Eat at Home» es una canción del músico británico Paul McCartney publicada en el álbum de estudio de 1971 Ram. La canción, acreditada a Paul y Linda McCartney, fue publicada como sencillo promocional de Ram en varios países europeos, excepto en el Reino Unido, y alcanzó el puesto 7 en Países Bajos y el 8 en Noruega.
«Eat at Home» supuso el último sencillo de McCartney en solitario hasta 1979 debido a la formación, pocos meses después, del grupo Wings, cuyo debut discográfico tuvo lugar con el sencillo «Give Ireland Back to the Irish».

## Publicación
«Eat at Home» incluye a Paul McCartney tocando todos los instrumentos: bajo, guitarras y batería, con la ayuda de Linda McCartney en los coros. El crítico musical Stewart Mason, de Allmusic, describió la canción como «el homenaje de McCartney a Buddy Holly mientras que Stephen Thomas Erlewine, también crítico de Allmusic, la definió como una canción alegre y con guiños sexuales».

## Posiciones en listas
| Lista                  | Posición |
| ---------------------- | -------- |
| Noruega (VG-lista)     | 8        |
| Holanda (Dutch Top 40) | 7        |